# Lost Kings
Lost Kings es un dúo de DJ's estadounidenses formado en Los Ángeles por Robert Abisi y Nick Shanholtz. El dúo ganó popularidad a partir de 2014 a través de sus remixes oficiales para artistas como Imagine Dragons, Krewella, Halsey, Vance Joy, Echosmith, Rihanna y Tori Kell. Administrados por Disruptor Management, una empresa conjunta de Sony Music Entertainment, firmaron con Disruptor Records/RCA Records en octubre de 2016.

## Carrera

### 2014-2015: Inicios musicales
Lost Kings fue lanzado en 2014 por los miembros Robert Abisi y Nick Shanholtz. Fueron firmados por Disruptor Management, una empresa conjunta de Sony Music y fueron administrados por Adam Alpert y Enes Kolenovic, quienes representaron a Disruptor Management. El dúo envió su primer remix a muchas compañías discográficas y recibió su primera respuesta de Alpert de Disruptor Records, antes de firmar con el sello. Comenzaron a ganar reconocimiento cuando su remix de Disclosure «Latch» se escuchó en la radio.
Lanzaron su EP debut The Bad a través de Spinnin 'Records. Su debut «Bad» con Jessame, entró en la lista viral global de Spotify en el puesto 15 y obtuvo más de 4,7 millones de reproducciones en Spotify. Su sencillo «You» con Katelyn Tarver de 2015, obtuvo más de dos millones de reproducciones de videos y ocho millones de reproducciones en Spotify.

### 2016–presente:Paper CrownsyLost Angeles
Fueron seleccionados para crear un remix oficial de la canción de Rihanna «Work» con Drake, que encabezó las listas de éxitos de Billboard Hot 100. En octubre de 2016 firmaron con Disruptor Records/RCA Records, lanzando el sencillo «Phone Down» con Emily Warren. De gira, el dúo ha aparecido en una variedad de festivales, incluyendo Billboard's Hot 100 Festival (2016), EDC (Electric Daisy Carnival) NY (2016), Moonrise Festival (2016), Hangout Music Fest (2016), Landstreff Stavanger (2016), y Made in America Festival (2018).
El 9 de junio de 2017, se lanzó «Look At Us Now» como sencillo con la cantante Ally Brooke y el rapero ASAP Ferg. Ese mismo año, se publicó «First Love» un sencillo dance y synth-pop con la cantante estadounidense Sabrina Carpenter. En marzo de 2018, tuvieron su presentación debut en el Ultra Music Festival en Bayfront Park, Miami.

## Discografía

### Extended plays
| Título       | Detalles                                                                                                   |
| ------------ | --- |
| The Bad EP   | - Lanzamiento: 23 de octubre de 2015 - Discográfica: Spinnin' - Formato: Descarga digital                  |
| The Good EP  | - Lanzamiento: 11 de marzo de 2016 - Discográfica: Spinnin' - Formato: Descarga digital                    |
| Paper Crowns | - Lanzamiento: 4 de enero de 2019 - Discográfica: Disruptor, RCA - Formato: Descarga digital, streaming    |
| Lost Angeles | - Lanzamiento: 25 de octubre de 2019 - Discográfica: Disruptor, RCA - Formato: Descarga digital, streaming |

### Sencillos
| Año  | Título                                                  | Posiciones en listas | Álbum/EP       |
| Año  | Título                                                  | EE. UU. Dance        | Álbum/EP       |
| ---- | ------------------------------------------------------- | -------------------- | -------------- |
| 2015 | «Bad» (con Jessame)                                     | —                    | The Bad EP     |
| 2015 | «You» (con Katelyn Tarver)                              | —                    | The Bad EP     |
| 2016 | «Phone Down» (con Emily Warren)                         | 25                   | Sin álbum      |
| 2017 | «Quit You» (con Tinashe)                                | 32                   | Sin álbum      |
| 2017 | «Look at Us Now» (con Ally Brooke y A$AP Ferg)          | 30                   | Sin álbum      |
| 2017 | «First Love» (con Sabrina Carpenter)                    | 26                   | Sin álbum      |
| 2017 | «Don't Call»                                            | 41                   | Sin álbum      |
| 2018 | «When We Were Young» (con Norma Jean Martine)           | 36                   | Paper Crowns   |
| 2018 | «Drunk As Hell» (con Jesper Jenset)                     | —                    | Paper Crowns   |
| 2019 | «Don't Kill My High» (con Wiz Khalifa and Social House) | 21                   | Paper Crowns   |
| 2019 | «Anti-Everything» (con Loren Gray)                      | 32                   | Paper Crowns   |
| 2019 | «Too Far Gone» (con Anna Clendening)                    | —                    | Lost Angeles   |
| 2019 | «Try» (con Safe)                                        | —                    | Lost Angeles   |
| 2019 | «Ain't the Same» (con Cxloe)                            | —                    | Lost Angeles   |
| 2019 | «LA & the Parties» (con Sevyn Streeter y Luh Kel)       | 48                   | Lost Angeles   |
| 2019 | «Somebody Out There» (con Marc E. Bassy)                | —                    | Lost Angeles   |
| 2020 | «Hurt» (con DeathByRomy)                                | —                    | Por anunciarse |
| 2020 | «Oops (I'm Sorry)» (con Ty Dolla Sign y Gashi)          | —                    | Por anunciarse |
| 2020 | «Mountains» (con Masn)                                  | —                    | Por anunciarse |
| 2020 | «Runaway» (con Destiny Rogers)                          | —                    | Por anunciarse |